# Magnus Henriksson
Magnus Henriksson (* um 1130; † nach dem 4. Februar 1161 in Örebro) war von 1160 bis 1161 schwedischer König aus dem Haus Estridsson.
Seine Eltern waren der Sohn von Sven dem Kreuzfahrer, der dänische Prinz Henrik Skadelår, und dessen Frau Ingrid Ragnvaldsdatter, Tochter des schwedischen Königs Ragnvald und dessen Frau Helena. Er war verheiratet mit Brigida, der außerehelichen Tochter Harald Gilles, der die Mutter von Magnus nach dem Tod ihres Mannes Henrik Skadelår geheiratet hatte. Sie war also seine Stiefschwester. Brigida war vorher mit Karl Sunesson verheiratet gewesen.
Er gehörte zu einer der drei agnatischen Linien nach dem dänischen König Sven Estridsson. Fünf Brüder seines Großvaters Sven waren Könige von Dänemark gewesen. Außer dass er 1148 einen Privilegienbrief für das Benediktinerkloster in Ringsted bezeugte, gibt es keine Nachrichten über ihn vor der Mitte der 1150er Jahre. Nach Saxo Grammaticus soll er da in seinem Bestreben, König zu werden, einen Bediensteten von König Sverker dem Älteren zum Mord an diesem angestiftet haben. Die Königs-Chronik des Västgötalag berichtet den gleichen Vorgang. Dort heißt es, der Mörder sei des Königs Stallmeister gewesen, nennt aber in diesem Zusammenhang nicht den Namen Magnus Henrikssons. Die Eriks-Legende berichtet, dass Erik der Heilige am 18. Mai 1160, bei der Dreifaltigkeitskirche von Östra Aros (Uppsala) von einem dänischen Prinzen Magnus getötet wurde. Dieser Magnus wird mit Magnus Henriksson identifiziert. Snorri Sturluson, der wie Saxo Erik den Heiligen nicht erwähnt, berichtet, dass Magnus’ Halbbruder Orm, ein außerehelicher Sohn seiner Mutter, zu seinem Bruder König Magnus von Schweden geflohen sei, als deren Halbbruder König Inge Krogrygg von Norwegen am 4. Februar 1161 getötet worden war.
Nach der Königschronik wurde Magnus von Karl Sverkersson, dem Sohn des ermordeten Sverker I., bei Örebro getötet.